# Sophie Scholl – Die letzten Tage
Sophie Scholl – Die letzten Tage (bra: Uma Mulher contra Hitler; prt: Sophie Scholl - Os Últimos Dias) é um filme alemão de 2005, do gênero drama biográfico de guerra, dirigido por Marc Rothemund, com roteiro de Fred Breinersdorfer.
Foi indicado ao Oscar de melhor filme estrangeiro na edição de 2006, representando a Alemanha.

## Sinopse
Em 1943, enquanto o exército nazista amplia suas conquistas na Europa, um grupo de jovens bávaros tenta resistir contra a máquina de guerra alemã. Sophie Scholl, a única mulher no grupo, é presa com seu irmão pela Gestapo e passa por intenso e cruel interrogatório para que revele os membros e planos da organização.

## Elenco
- Julia Jentsch - Sophie Scholl
- Fabian Hinrichs - Hans Scholl
- Alexander Held - Robert Mohr
- Johanna Gastdorf - Else Gebel
- André Hennicke - Roland Freisler
- Florian Stetter - Christoph Probst
- Maximilian Brückner - Willi Graf